# 萊思莉·斯塔爾

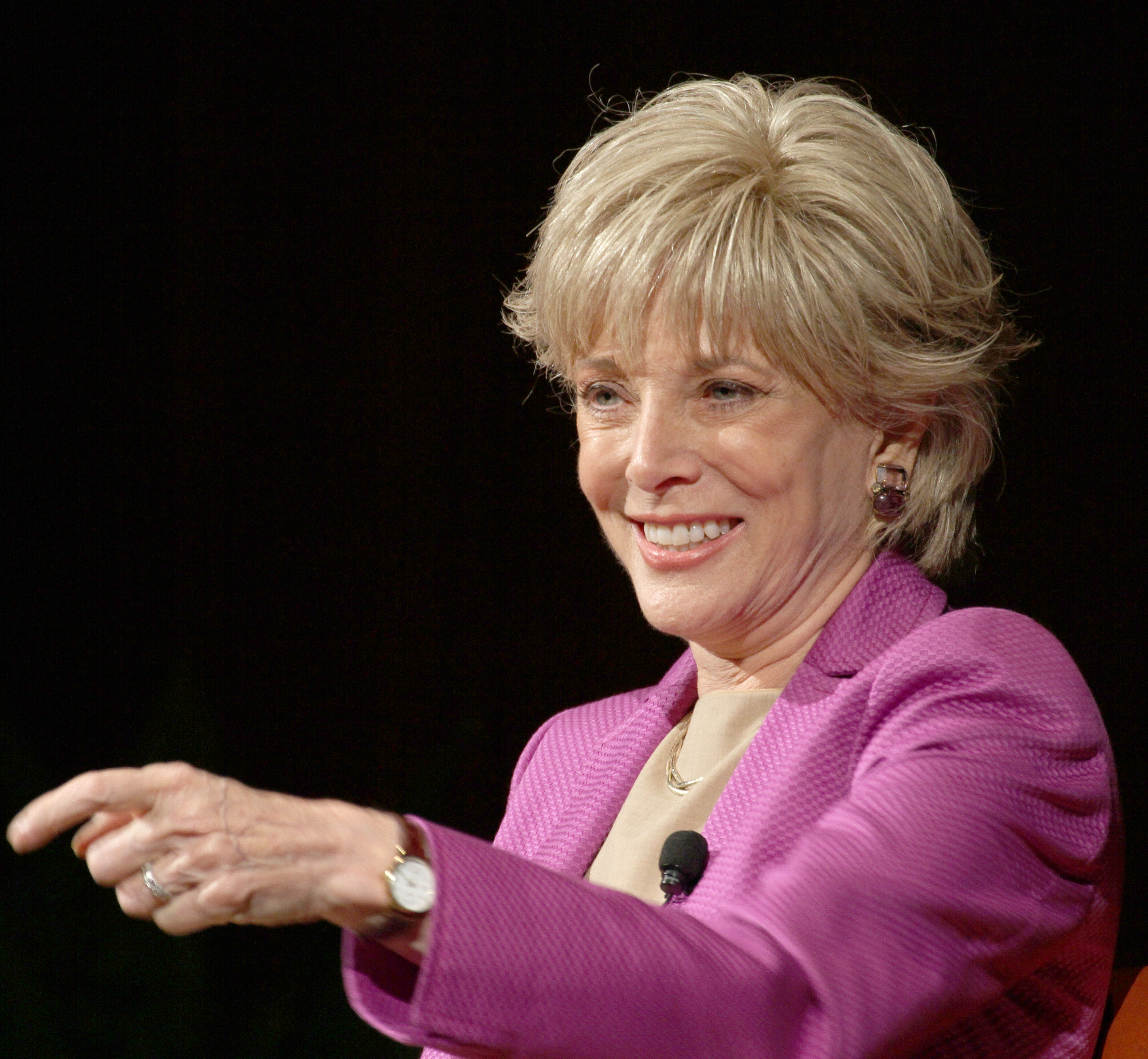
2010年，斯塔爾在林登·約翰遜總統圖書館

萊思莉·雷內·斯塔爾（英語：Lesley Rene Stahl，1941年12月16日—），是一位美國電視記者，她的職業生涯大部分時間都在CBS新聞頻道度過。她於1971年開始擔任製片人，並自1991年以來一直在哥倫比亞廣播公司（CBS）的60分鐘節目報導。她以其新聞和電視調查報導以及屢獲殊榮的國際報導而聞名。由於她的工作，她贏得了許多新聞獎項，包括2003年獲得的新聞終身成就獎和紀錄片艾美獎，以表彰她整體卓越的報導。
在加入《60分鐘》之前，斯塔爾在吉米·卡特和羅納德·裡根總統任期以及喬治·H·W·布什任期的一部分期間擔任哥倫比亞廣播公司新聞白宮記者，成為該職位的首位女性。她的報導經常在哥倫比亞廣播公司晚間新聞中露面，先是沃爾特·克朗凱特的報導，然後是丹·拉瑟的報導以及其他哥倫比亞廣播公司新聞廣播。在此期間，她還擔任1983年9月至1991年5月哥倫比亞廣播公司新聞星期日公共事務廣播節目《面向全國》的主持人。作為主持人，她採訪了柴契爾夫人、鮑利斯·葉爾欽和亞西爾·阿拉法特等世界領導人等。此外，在1990年至1991年期間，她與查爾斯·庫拉特共同主持哥倫比亞廣播公司每日深夜新聞節目《今夜美國》（America Tonight），節目內容包括採訪和文章。
在她50年的新聞職業生涯中，斯塔爾報導了美國歷史上的標誌性時刻，例如1972年的水門事件、1974年尼克松總統的彈劾聽證會、1981年裡根總統的暗殺企圖以及1991年的海灣戰爭。她在整個職業生涯中報導了美國/俄羅斯峰會和工業化國家的經濟峰會，以及國家政治會議和選舉之夜。在她的電視新聞生涯中，除了研究關塔那摩灣和特工的做法外，她還調查了伊拉克戰爭期間針對基地組織的加強審訊方法，以及薩達姆·侯賽因對伊拉克兒童的殘酷行為。她還報導了中東地區的緊張局勢和以色列-巴勒斯坦衝突。
2020年，她因接受唐納德·特朗普總統的採訪而受到媒體廣泛關注。特朗普總統對於她警告他的一些“棘手問題”表示反對，並短暫停止了採訪，最終退出了該場面。特朗普總統認為這些問題“不合適”。

## 早年生活和教育
斯塔爾於1941年出生於馬薩諸塞州林恩市波士頓郊區的一個猶太家庭。她在馬薩諸塞州斯旺斯科特長大，父母是食品公司高管路易斯·E·斯塔爾和多羅西·J·（娘家姓Tishler）斯塔爾。斯塔爾就讀於馬薩諸塞州韋頓學院，主修歷史並以優異成績畢業。